# Петропавловка (Одесская область)
Петропавловка (укр. Петропавлівка) — село, относится к Саратскому району Одесской области Украины.
Население по переписи 2001 года составляло 1120 человек. Почтовый индекс — 272434. Телефонный код — 4848. Занимает площадь 3,35 км². Код КОАТУУ — 5124584601.

## Местный совет
68211, Одесская обл., Саратский р-н, с. Петропавловка, ул. Гагарина, 1